# Donnersdorf
Donnersdorf è un comune tedesco di 1 903 abitanti, situato nel land della Baviera.